# Mariene ecoregio Noordoostelijk Honshu
De Mariene ecoregio Noordoostelijk Honshu (48) (Engels: Northeastern Honshu marine ecoregion) is een biogeografische regio en ligt in het noordwesten van de Grote Oceaan in de Mariene provincie Koude Gematigde Noordwestelijke Stille Oceaan (8) in het Marien rijk Gematigde Noordelijke Stille Oceaan. De mariene ecoregio is vastgesteld door het World Wide Fund for Nature en The Nature Conservancy en is vernoemd naar het eiland Honshu.
In het noordoosten grenst het gebied aan de mariene ecoregio Oyashiostroom (47), in het noordwesten aan de mariene ecoregio Japanse Zee (49) en in het zuiden aan de mariene ecoregio Kuroshiostroom (51).

## Geografie
De mariene ecoregio ligt in het noordwesten van de Grote Oceaan voor de oostkust van Japan. Het gebied strekt zich uit van de zuidkust van het eiland Hokkaido via de oostkust van Honshu tot aan Kaap Nagasaki.
Door het gebied stroomt de Oyashio en botst op de Kuroshio.

## Biogeografie
Het gebied kent zeeleven dat houdt van gematigde temperaturen.